# 佐渡秀治
佐渡 秀治（さど しゅうじ）は、OSDN株式会社代表取締役社長。Open Source Group Japanと日本Linux協会の創設者でもある。
金沢工業大学大学院工学研究科経営工学専攻を修了後、3年間を金沢経済大学(現金沢星稜大学)で勤務する。1999年には日本Linux協会の設立発起人になる。2000年にVA Linux Systems Japan株式会社の設立とともに参画し、2007年8月までマーケティング部部長およびOSDN事業部部長を兼務する。その後、2007年9月にVA Linux社からOSDN事業をスピンアウトさせ、OSDN株式会社を設立し、代表取締役社長に就任する。
スラッシュドット、OSDNの一編集者としても活動している。